# Топильня
Топи́льня (укр. Топільня) — село в Коростенском районе Житомирской области Украины.
Код КОАТУУ — 1822886501. Население по переписи 2001 года составляет 459 человек. Почтовый индекс — 11310. Телефонный код — 4161. Занимает площадь 1,05 км².

## Адрес местного совета
11300, Житомирская область, Коростенский район, с. Топильня, ул. Центральная, 61.